# Ferozi FC
El Ferozi FC es un equipo de fútbol de Afganistán que actualmente se encuentra inactivo.

## Historia
Fue fundado en el año 2004 en la capital Kabul con el nombre Kabul Bank FC por razones de patrocinio. En 2010 cambiaron su nombre por el actual luego de que el Banco de Kabul dejó de invertir en el equipo.
Su principal logro ha sido ganar la desaparecida Liga Premier de Kabul en 3 ocasiones y ganar la desaparecida Copa de Kabul en 2013. 
El club no participa oficialmente en un torneo desde la desaparición de la Liga Premier de Kabul en 2013.

## Palmarés
- Liga Premier de Kabul: 3

2009, 2010, 2012
- Copa de Kabul: 1

2013